# 吉子川村
吉子川村（よしこがわむら）は福島県西白河郡にかつて存在した村である。

## 地理
現在の中島村の南部に位置する。
村は阿武隈川の西岸に位置する。
村域のほとんどは平地になっている。

## 歴史
村名は、吉岡村の吉、二子塚村の子、川原田村の川を組み合わせて吉子川村となった。

### 村域の変遷
- 1889年（明治22年）4月1日 - 町村制施行により、川原田村・二子塚村・吉岡村が合併し西白河郡吉子川村が発足。
- 1955年（昭和30年）1月1日 - 吉子川村は滑津村と合併し中島村が発足。吉子川村は消滅。

変遷表
| 1868年 以前 | 1868年 以前  | 明治9年  | 明治22年 4月1日 | 昭和30年 1月1日 | 現在   |
| ----------- | ------------ | -------- | --------------- | --------------- | ------ |
|             | 川原田村     | 川原田村 | 吉子川村        | 中島村          | 中島村 |
|             | 二子塚村     | 二子塚村 | 吉子川村        | 中島村          | 中島村 |
|             | 二子塚新田村 | 二子塚村 | 吉子川村        | 中島村          | 中島村 |
|             | 吉岡村       |          | 吉子川村        | 中島村          | 中島村 |

## 大字
- 川原田（かわはらだ）
- 二子塚（ふたごつか）
- 吉岡（よしおか）

## 人口・世帯

### 人口
総数 [単位： 人]
| 1891年（明治24年） | 1,174 |
| 1920年（大正 9年） | 1,454 |
| 1947年（昭和22年） | 2,369 |

### 世帯
総数 [単位： 世帯]
| 1920年（大正 9年） | 291 |
| 1947年（昭和22年） | 375 |